# Darling Harbour

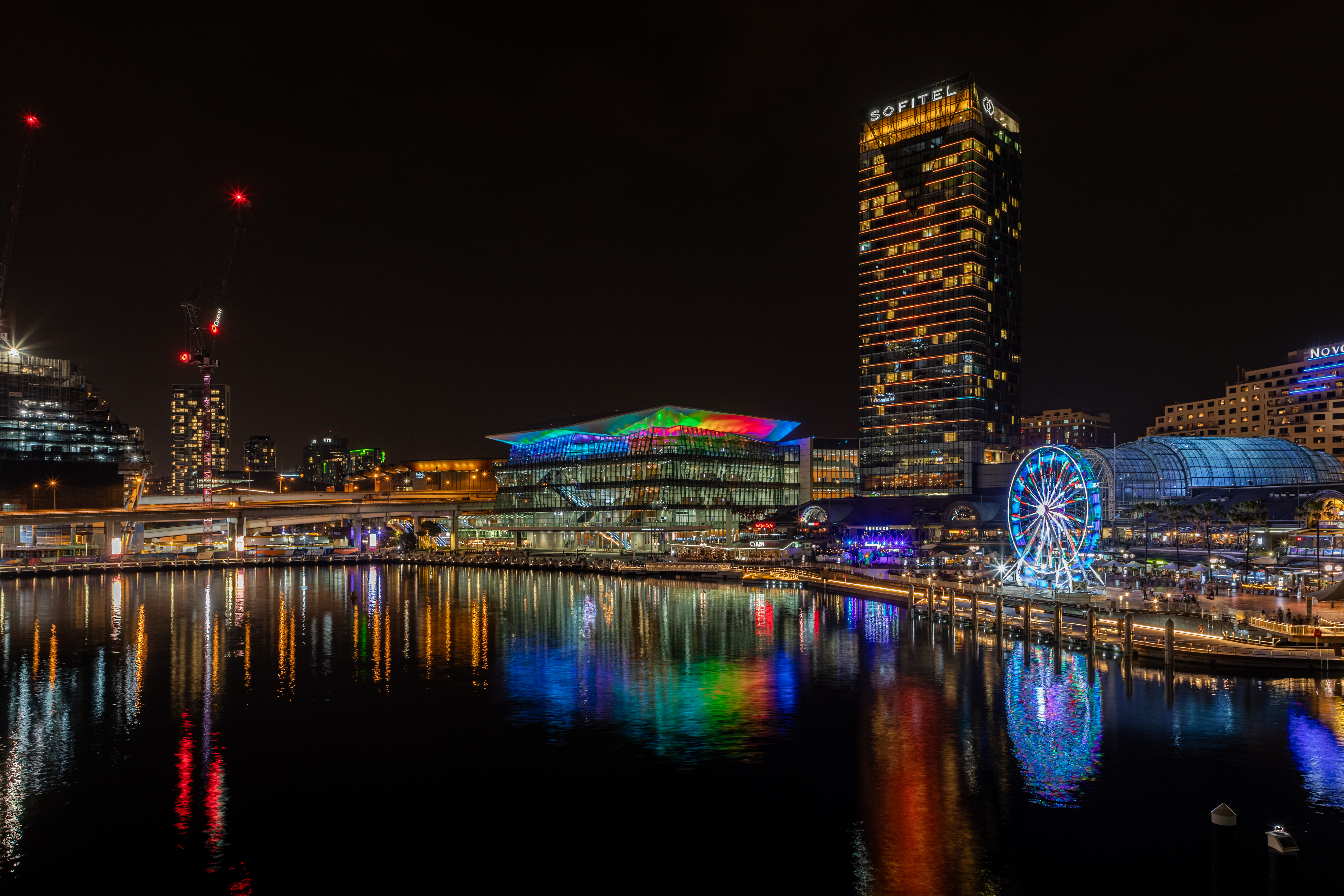
Nuit à touristes à Darling Harbour. Octobre 2019.

Darling Harbour est un port adjacent au centre-ville de Sydney, en Nouvelle-Galles du Sud, en Australie. Situé plus précisément à la périphérie ouest du centre d'affaires de Sydney (CBD), il se compose d'une grande zone piétonne de loisirs.
Initialement nommée Long Cove, cette zone s'étend vers le nord depuis Chinatown (en), le long des deux côtés de Cockle Bay (en) jusqu'à King Street Wharf (en) à l'est et jusqu'à la banlieue de Pyrmont (en) à l'ouest. Cockle Bay n'est qu'une des voies navigables qui composent Darling Harbour, qui s'ouvre au nord dans le Port Jackson beaucoup plus large.
L'enceinte et ses environs immédiats sont administrés indépendamment de la zone de gouvernement local de la ville de Sydney.

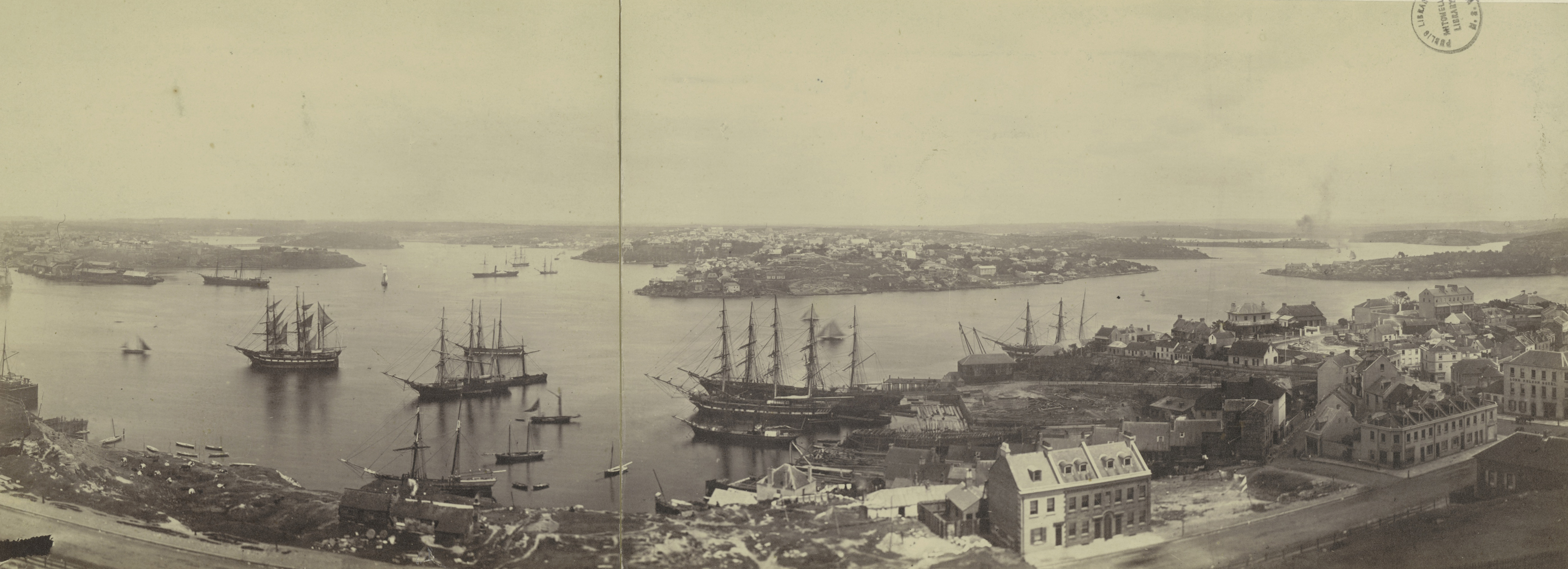
Darling Harbour au XIXe siècle. Tirage sur papier albuminé par Freeman Brothers & Prout (1864).